# Black Society Trilogy
La Black Society Trilogy è una trilogia riguardante tre film diretti da Takashi Miike tra il 1995 e il 1999. I film facenti parte della trilogia sono i seguenti:
- Shinjuku Triad Society (新宿黒社会 チャイナ マフィア戦争?, Shinjuku kuroshakai: Chaina mafia sensō)  (1995)
- Rainy Dog (極道黒社会?, Gokudō kuroshakai) (1997)
- Ley Lines (日本黒社会?, Nihon kuroshakai) (1999)

## Caratteristiche della trilogia
Come quella di Dead or Alive, anche questa è una trilogia anomala, in quanto i tre film sono collegati tra di loro solo dalla presenza dell'attore Tomorowo Taguchi, mentre le storie sono dissimili tra di loro e narrano di uomini e donne sradicati dalla loro terra d'origine, la Cina o il Giappone, al soldo della Triade cinese o della Yakuza.

### Shinjuku Triad Society
Il primo film della trilogia è ambientato nel quartiere di Shinjuku e narra di un poliziotto corrotto di origini cinesi che indagando sugli omicidi commissionati da un boss taiwanese scopre che il fratello avvocato è coinvolto in un traffico di organi gestito dal criminale, dando inizio a una guerra tra polizia e malviventi.

### Rainy Dog
Il secondo film della trilogia è ambientato a Taipei e narra di uno yakuza giapponese esiliato costretto a lavorare come killer per la Triade locale. Una donna gli affida un bambino muto, sostenendo che si tratta di suo figlio. Il bambino inizia a seguire l'uomo, che incontra una prostituta cinese e crea così una sorta di famiglia.
Il triangolo poliziotto-fratello-criminale del film precedente viene qui tradotto in questi tre personaggi, mentre la pioggia incessante ricorda l'atmosfera decadente del quartiere di Shinjuku.

### Ley Lines
Con il terzo film della trilogia, Takashi Miike ha affermato di voler far tornare i suoi personaggi nel quartiere di Shinjuku, ripercorrendo il loro passato. Il film narra infatti di tre ragazzi di origini cinesi che sognano di lasciare il Giappone per approdare in Brasile. Per entrare clandestinamente nel paese sudamericano, i tre sono costretti a lavorare per la malavita e incontrano una prostituta che si unisce a loro.